# Parc (métro léger de Charleroi)
 (août 2022).
Si vous disposez d'ouvrages ou d'articles de référence ou si vous connaissez des sites web de qualité traitant du thème abordé ici, merci de compléter l'article en donnant les références utiles à sa vérifiabilité et en les liant à la section « Notes et références ».
Pour les articles homonymes, voir Parc (homonymie).
La station Parc est une station, en service, du métro léger de Charleroi. C'est une station souterraine qui se trouve sur la boucle centrale.

## Histoire
La station emprunte son nom au Parc Astrid tout proche. Elle a été inaugurée le 30 août 1996. 
La station dessert un musée, des écoles (l'Athénée royal Ernest Solvay, l'Institut Saint-André et le collège du Sacré-Cœeur), des zones d'habitations, le Palais de justice, les archives de la Ville et le Parc Astrid.
Jusqu'en février 2012, la station « Parc » était le terminus des lignes 55 et 88. Depuis lors, et avec l'ouverture de la section Parc - Sud, la station est devenue une station de passage pour les lignes M1, M2, M3 et M4.

## Services aux voyageurs

### Desserte
La station est desservie par les lignes M1, M2, M3 et M4.

### Intermodalité
La station est desservie par les lignes 1, 3, 18, 25, 35 et 71 du réseau TEC Charleroi.

## Aménagement culturel
Les murs de la station sont recouverts de céramiques et d'une courte histoire « Les Daltons prennent le train » en 22 vignettes sur tôles émaillées réalisés en 1996 à l'occasion du cinquantenaire de Lucky Luke du dessinateur Morris. Les revêtements muraux en carrelage et le mobilier de la station s'inspirent des décors des aventures de Lucky Luke.

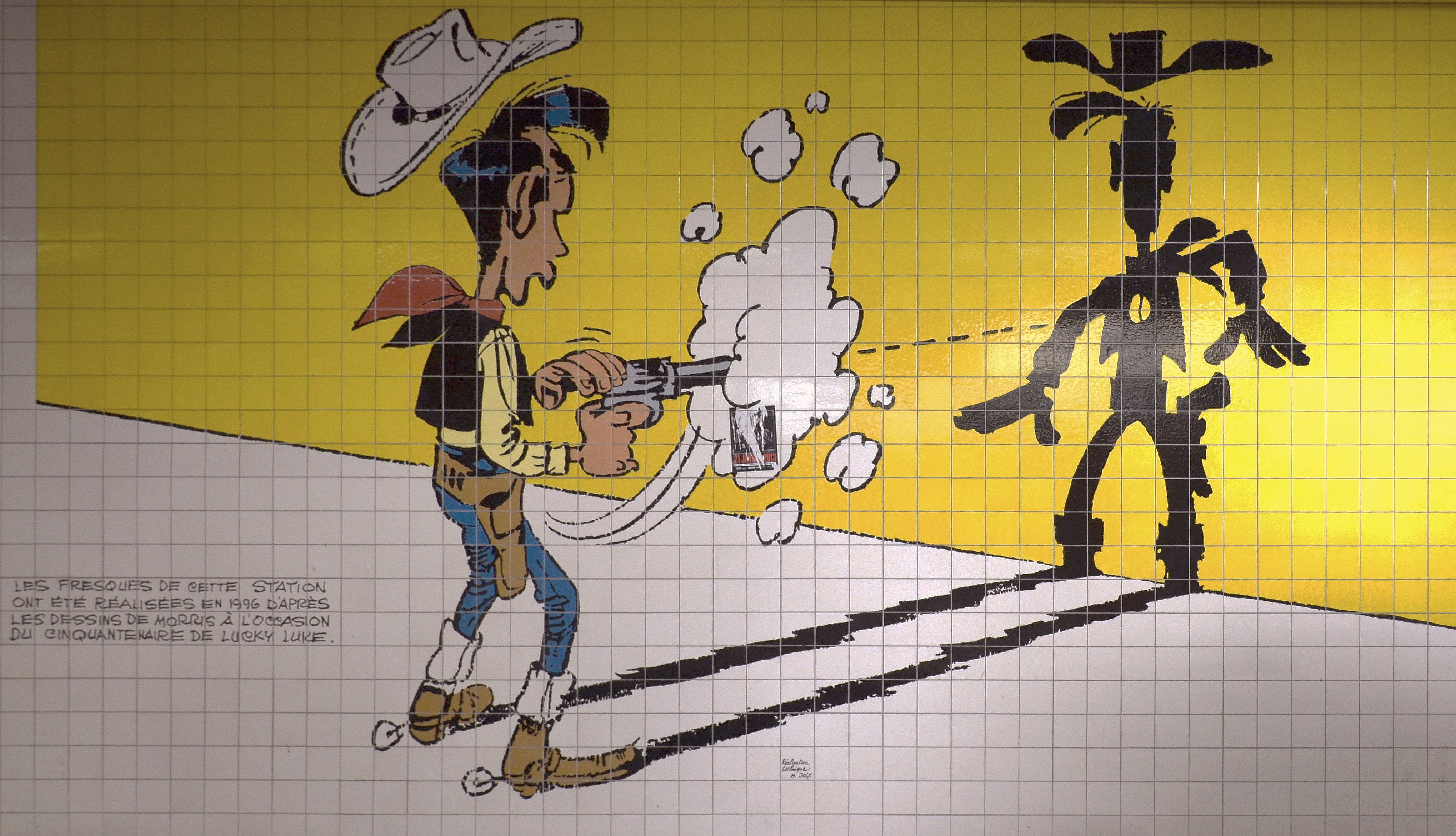
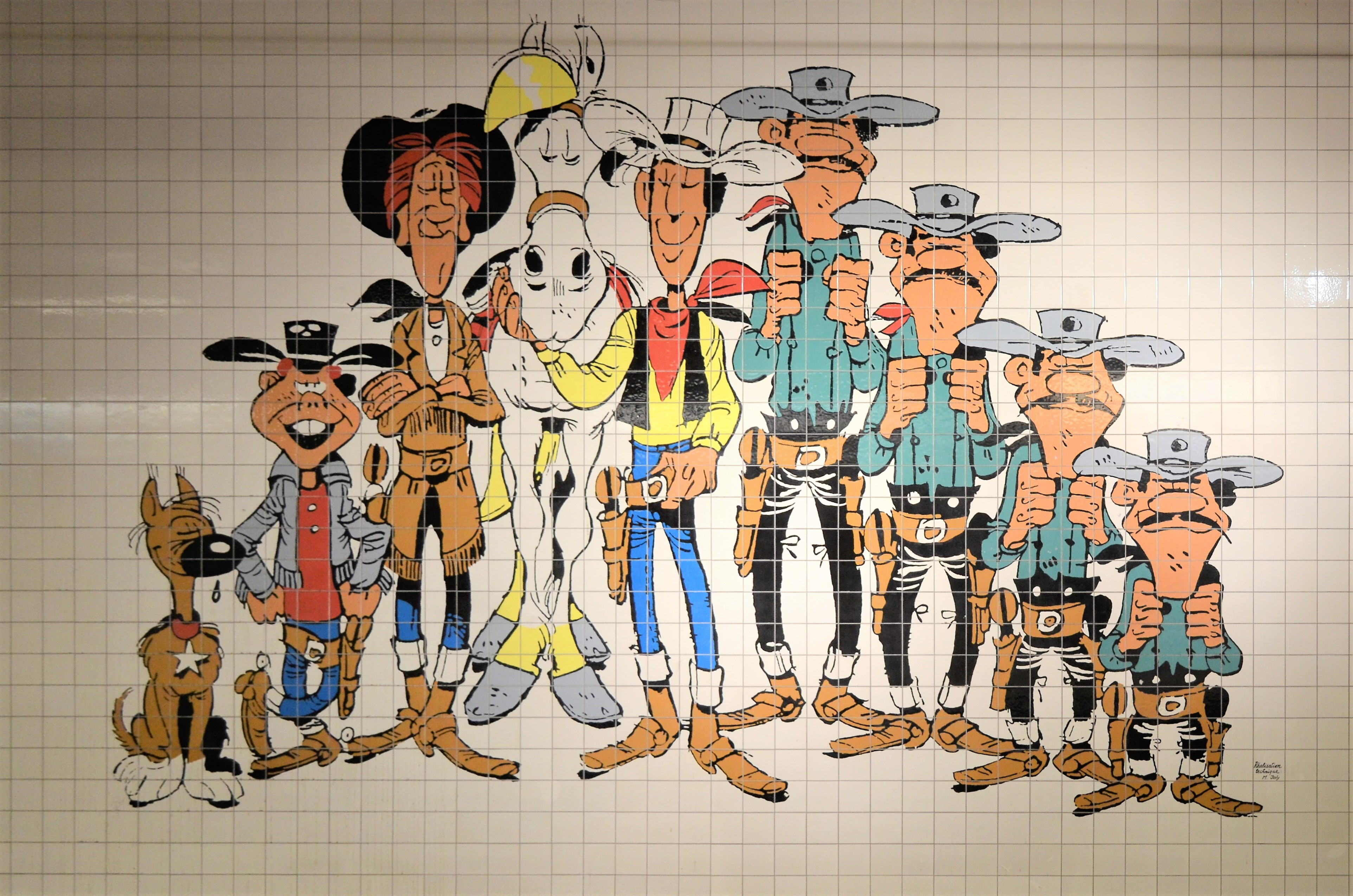